# 七ヶ宿町町営バス
七ヶ宿町町営バス（しちかしゅくまちちょうえいバス）は、宮城県刈田郡七ヶ宿町にて運行している自治体バスである。

## 沿革
- 1984年（昭和59年）3月1日 - 運行開始。
- 2010年（平成22年）10月1日 - ミヤコーバス七ヶ宿線（白石蔵王駅 - 関開発センター間）の廃止を受け、「七ヶ宿白石線」の運行を開始[3]。
- 2017年（平成29年）4月21日 - ファミリーマート+COOP七ケ宿店の開店に伴い、「じゅんかん線」の運行を開始[4]。
- 2021年（令和3年）4月1日 - 利用者減少に伴い、「じゅんかん線」の運行を休止[5]。

## 概要
- 料金は1回利用200円で、小児（6歳以上12歳未満）は100円。大人同伴の幼児（1歳以上6歳未満）は2人を超えない分まで無料。障害者は半額扱いになる。
- 回数券は11枚綴りで10回分の値段のものがある。定期券は通勤用（1ヶ月、3ヶ月、6ヶ月）と通園通学用（1ヶ月、2ヶ月、3ヶ月、1ヶ年、片道）がある。
- 運行形態は、道路運送法の規定に基づく自家用自動車（白ナンバー車）による有償運送である。

## 路線
以下4路線がある。なお、じゅんかん線については運休中。
七ヶ宿街道線
- 七ヶ宿中学校 - 七ヶ宿町役場 - 診療所 - 滑津大滝 - 湯原診療所 - 干蒲

七ヶ宿長老線
- なないろひろば - 七ヶ宿町役場 - 七ヶ宿中学校 - 横川 - 吉沼 - 長老公民館前 - 長老湖東

七ヶ宿白石線
- なないろひろば - 七ヶ宿町役場 - 七ヶ宿ダム公園 - 小原温泉 - 短ヶ町（ - 刈田病院） - 白石駅 - 白石蔵王駅
  - ミヤコーバス七ヶ宿線（白石蔵王駅 - 関開発センター間）廃止代替路線として、2010年10月1日より運行を開始。

じゅんかん線
- なないろひろば - 七ヶ宿中学校前 - 七ヶ宿町役場 - ファミリーマート七ヶ宿店
  - 2021年4月1日より運休中。

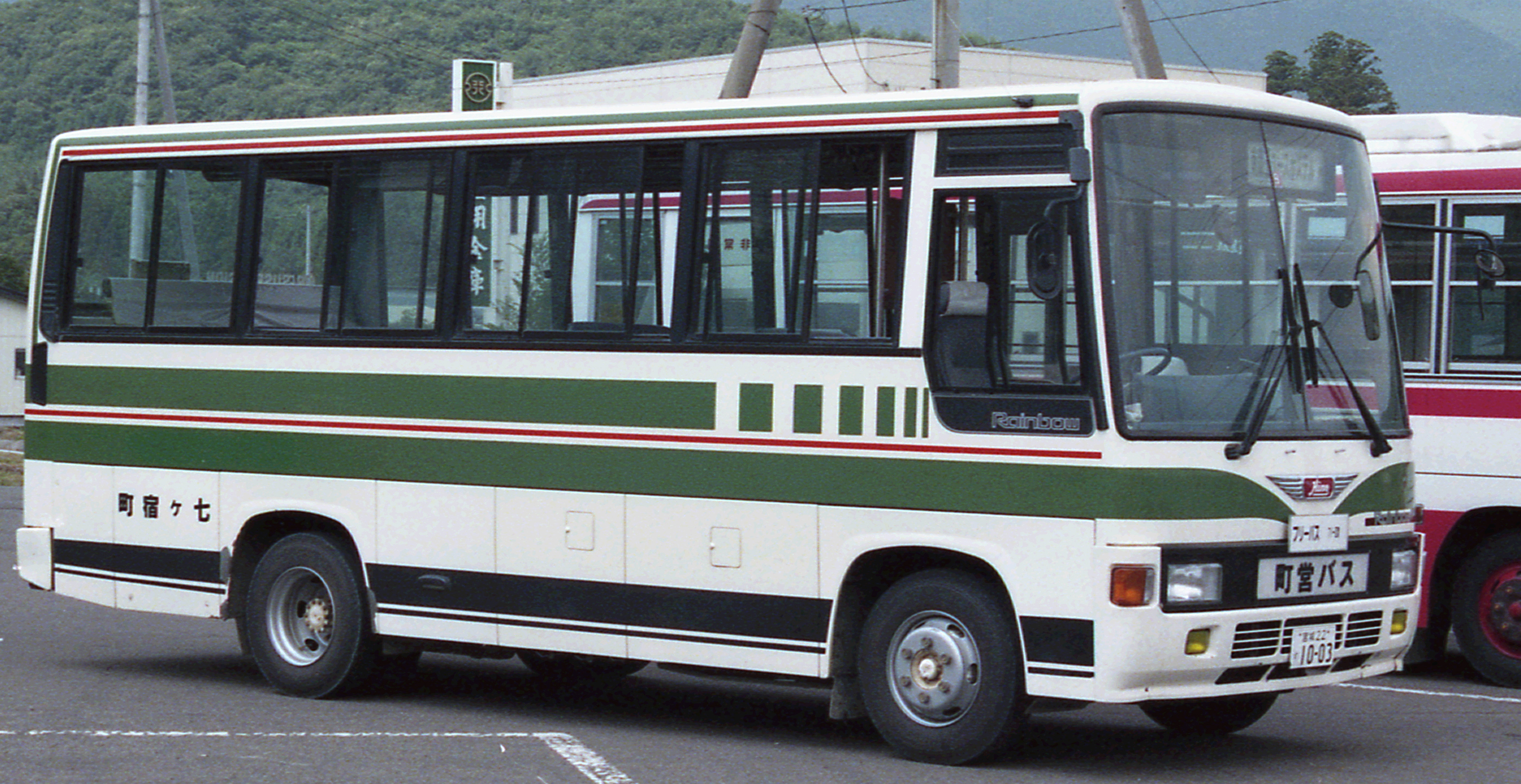
町営バスの車両（1996年）
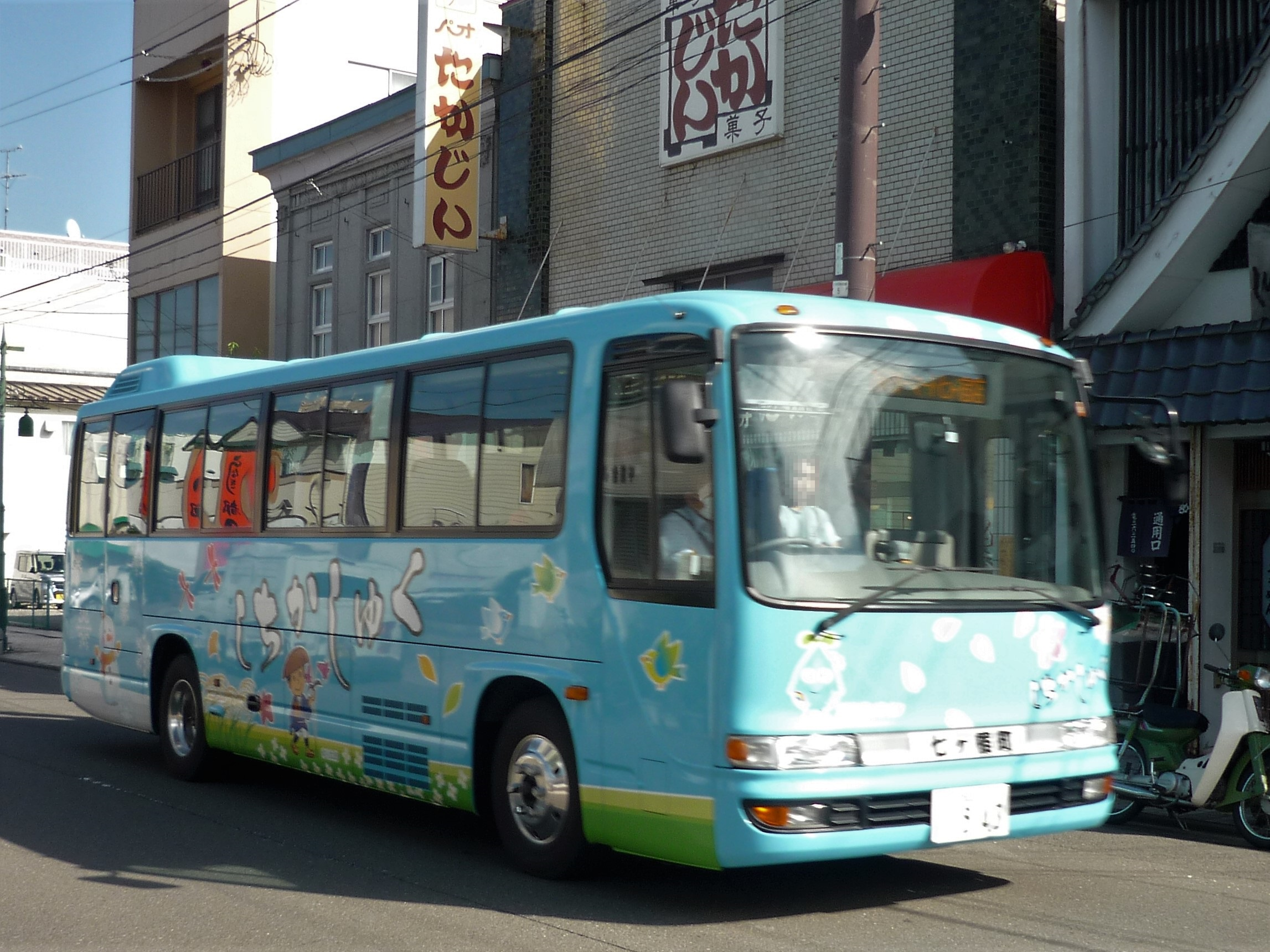
白石駅付近を走行する 七ヶ宿白石線（2018年）